# Przejście graniczne Buk-Blankensee
Przejście graniczne Buk-Blankensee – istniejące w latach 1996–2007 polsko-niemieckie przejście graniczne małego ruchu granicznego, położone w województwie zachodniopomorskim, w powiecie polickim, w gminie Dobra, w miejscowości Buk.

## Opis
Przejście graniczne Buk-Blankensee zostało uruchomione 2 stycznia 1996. Czynne było w okresie wiosenno-letnim (marzec-wrzesień) w godz. 6.00–20.00 w pozostałym okresie w godz. 8.00–18.00. Dopuszczony był ruch pieszych i rowerzystów. Odprawę graniczną i celną wykonywały organy Straży Granicznej. Doraźnie kontrolę graniczną i celną osób, towarów oraz środków transportu wykonywała kolejno: Graniczna Placówka Kontrolna Straży Granicznej w Lubieszynie, Placówka Straży Granicznej w Lubieszynie.
W ciągu 10 miesięcy 1996 w przejściu granicznym odprawiono 459 osób.
21 grudnia 2007 na mocy układu z Schengen przejście graniczne zostało zlikwidowane.
W pobliżu przejścia po stronie polskiej przebiega  czarny szlak rowerowy z Dobrej do rezerwatu przyrody Świdwie. Po stronie niemieckiej włączone jest w znacznie bardziej rozbudowaną sieć turystycznych szlaków rowerowych.

## Upamiętnienie
16 maja 2021 Związek Emerytów i Rencistów Straży Granicznej Region Szczecin – w partnerstwie z gminą Dobra i gminą Blankensee w ramach realizacji projektu „Spotkajmy się na granicy – obchody XXX-lecia powstania Straży Granicznej” w pobliżu granicy państwowej, w okolicy przejścia granicznego Buk-Blankensee na wysokości znaku granicznego nr 832, została odsłonięta tablica upamiętniająca służbę pograniczników chroniących granice Polski. W uroczystości udział wzięła Wójt Gminy Dobra Teresa Dera, Prezes Zarządu Głównego ZEiR SG Marek Meszyński, Prezes Zarządu Regionu Szczecin Andrzej Budzyński, komendant Placówki Straży Granicznej w Szczecinie ppłk SG Zbigniew Pałka, przedstawiciele Bundespolizei, funkcjonariusze PSG w Szczecinie, członkowie ZEiR SG Regionu Szczecin oraz mieszkańcy lokalnej społeczności.